# Wolkenautomat
Der Wolkenautomat war ein bildgebendes Verfahren zur Bestimmung von Größe, Zughöhe, -richtung und -geschwindigkeit von Wolken. Hierzu wurde in zeitlicher Abfolge (Zeitraffer) von zwei verschiedenen Punkten gleichzeitig der Himmel mit zwei gekoppelten „Fotoapparaten“ abgebildet. Durch die unterschiedliche Abbildung der Wolken auf den belichteten Platten konnten die gewünschten Informationen gewonnen werden.